# Amerikaanse lerarenstakingen van 2018/19

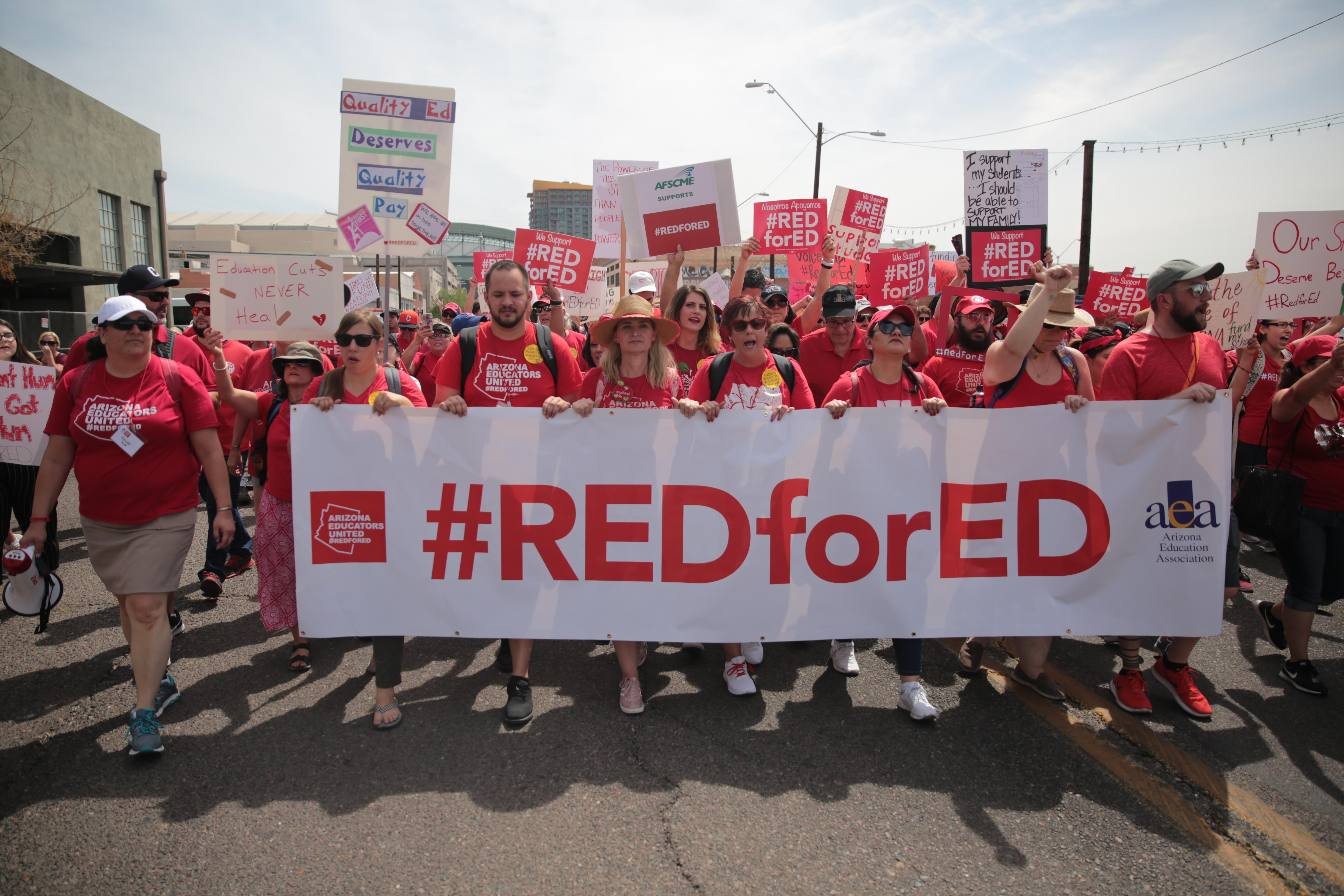
Demonstratie van stakende leraars in Arizona in april 2018

De Amerikaanse lerarenstakingen van 2018 en 2019, ook Red for Ed genoemd, waren een golf van werkstakingen van onderwijspersoneel in verschillende staten van de Verenigde Staten. Na een staking in West Virginia in februari en maart 2018, ontstonden er gelijkaardige stakingen en protesten in Oklahoma, Arizona, Kentucky, North Carolina, Colorado, Georgia en Virginia. Begin 2019 gingen leraars in Los Angeles (Californië) in staking na moeizame onderhandelingen het voorgaande najaar. Ook in Virginia, Denver en Oakland waren er walk-outs. Het Amerikaanse onderwijspersoneel ging over tot protest en staking om onder andere hogere lonen, betere onderwijsfinanciering en kleinere klassen te vragen. In verschillende staten en steden wonnen de werknemers aanzienlijke toegevingen van de overheid. Door de lerarenstakingen was 2018 tot dan het 'heetste' jaar voor de Amerikaanse vakbeweging sinds 1986.